# Interlands Surinaams voetbalelftal 2020-2029
Deze pagina toont een chronologisch en gedetailleerd overzicht van de interlands die het Surinaams voetbalelftal speelt en heeft gespeeld in de periode 2020 – 2029.

## Interlands

### 2020
|                                               |          |          |         |  |
| 29 maart Vriendschappelijk «onderlinge duels» | Suriname | Afgelast | Grenada |  |
| 29 maart Vriendschappelijk «onderlinge duels» |          |          |         |  |

### 2021
|                                                                       |                                                               |       |                 |                                                                                              |
| 24 maart WK-kwalificatie Groep B «onderlinge duels» 19:00 uur (UTC−3) | Suriname                                                      | 3 – 0 | Kaaimaneilanden | Dr. Ir. Franklin Essed Stadion, Paramaribo Toeschouwers: 0 Scheidsrechter: Jorge Pérez (MEX) |
| 24 maart WK-kwalificatie Groep B «onderlinge duels» 19:00 uur (UTC−3) | Shaquille Pinas 21' Ryan Donk 38' (pen.) Gleofilo Vlijter 78' |       |                 | Dr. Ir. Franklin Essed Stadion, Paramaribo Toeschouwers: 0 Scheidsrechter: Jorge Pérez (MEX) |

|                                                                       |       | |          |                                                                            |
| 27 maart WK-kwalificatie Groep B «onderlinge duels» 20:00 uur (UTC−4) | Aruba | 0 – 6 | Suriname | IMG Academy, Bradenton Toeschouwers: 0 Scheidsrechter: Ismail Elfath (USA) |
| 27 maart WK-kwalificatie Groep B «onderlinge duels» 20:00 uur (UTC−4) |       | 20' Nigel Hasselbaink 29' Ryan Donk 38' Nigel Hasselbaink 55' Nigel Hasselbaink 70' Florian Jozefzoon 74' Roland Alberg |          | IMG Academy, Bradenton Toeschouwers: 0 Scheidsrechter: Ismail Elfath (USA) |

|                                                                     | |       |         |                                                                                                |
| 4 juni WK-kwalificatie Groep B «onderlinge duels» 19:00 uur (UTC−3) | Suriname | 6 – 0 | Bermuda | Dr. Ir. Franklin Essed Stadion, Paramaribo Toeschouwers: 0 Scheidsrechter: Mario Escobar (GUA) |
| 4 juni WK-kwalificatie Groep B «onderlinge duels» 19:00 uur (UTC−3) | Sheraldo Becker 3' Nigel Hasselbaink 15' Sheraldo Becker 36' Nigel Hasselbaink 37' Nigel Hasselbaink 65' Shaquille Pinas 74' |       |         | Dr. Ir. Franklin Essed Stadion, Paramaribo Toeschouwers: 0 Scheidsrechter: Mario Escobar (GUA) |

|                                                                     |                                                                                     |       |          |                                                                            |
| 8 juni WK-kwalificatie Groep B «onderlinge duels» 20:05 uur (UTC−5) | Canada                                                                              | 4 – 0 | Suriname | Toyota Park, Bridgeview Toeschouwers: 0 Scheidsrechter: Nima Saghafi (USA) |
| 8 juni WK-kwalificatie Groep B «onderlinge duels» 20:05 uur (UTC−5) | Alphonso Davies 37' Jonathan David 59' Jonathan David 72' Jonathan David 77' (pen.) |       |          | Toyota Park, Bridgeview Toeschouwers: 0 Scheidsrechter: Nima Saghafi (USA) |

| CONCACAF Gold Cup 2021 |
| ---------------------- |

|                                                               |                                              |       |          |                                                                                    |
| 12 juli Gold Cup Groep C «onderlinge duels» 18:30 uur (UTC−4) | Jamaica                                      | 2 – 0 | Suriname | Exploria Stadium, Orlando Toeschouwers: 6.403 Scheidsrechter: Bakary Gassama (GAM) |
| 12 juli Gold Cup Groep C «onderlinge duels» 18:30 uur (UTC−4) | Shamar Nicholson 6' Bobby Decordova-Reid 26' |       |          | Exploria Stadium, Orlando Toeschouwers: 6.403 Scheidsrechter: Bakary Gassama (GAM) |

|                                                               |                      |       |                                    |                                                                                        |
| 16 juli Gold Cup Groep C «onderlinge duels» 20:30 uur (UTC−4) | Suriname             | 1 – 2 | Costa Rica                         | Exploria Stadium, Orlando Toeschouwers: 6.527 Scheidsrechter: Fernando Hernández (MEX) |
| 16 juli Gold Cup Groep C «onderlinge duels» 20:30 uur (UTC−4) | Gleofilo Vlijter 52' |       | 58' Joel Campbell 59' Celso Borges | Exploria Stadium, Orlando Toeschouwers: 6.527 Scheidsrechter: Fernando Hernández (MEX) |

|                                            |                                            |       |                      |                                                                                            |
| 20 juli Gold Cup Groep C 18:00 uur (UTC−5) | Suriname                                   | 2 – 1 | Guadeloupe           | BBVA Compass Stadium, Houston Toeschouwers: 10.625 Scheidsrechter: Fernando Guerrero (MEX) |
| 20 juli Gold Cup Groep C 18:00 uur (UTC−5) | Gleofilo Vlijter 14' Nigel Hasselbaink 79' |       | 20' Matthias Phaeton | BBVA Compass Stadium, Houston Toeschouwers: 10.625 Scheidsrechter: Fernando Guerrero (MEX) |

|  |  |  |  |  |  |  |  |  |

### 2022
|                                                                   |                      |       |          |                                                                                                  |
| 28 januari Vriendschappelijk «onderlinge duels» 19:00 uur (UTC−3) | Suriname             | 1 – 0 | Barbados | Dr. Ir. Franklin Essed Stadion, Paramaribo Toeschouwers: 0 Scheidsrechter: Sherwin Johnson (GUY) |
| 28 januari Vriendschappelijk «onderlinge duels» 19:00 uur (UTC−3) | Jamilhio Rigters 48' |       |          | Dr. Ir. Franklin Essed Stadion, Paramaribo Toeschouwers: 0 Scheidsrechter: Sherwin Johnson (GUY) |

|                                                                   |                                           |       |                 |                                                                                                  |
| 1 februari Vriendschappelijk «onderlinge duels» 19:00 uur (UTC−3) | Suriname                                  | 2 – 1 | Guyana          | Dr. Ir. Franklin Essed Stadion, Paramaribo Toeschouwers: 0 Scheidsrechter: Shaquille Jokil (SUR) |
| 1 februari Vriendschappelijk «onderlinge duels» 19:00 uur (UTC−3) | Jamilhio Rigters 13' Jamilhio Rigters 52' |       | 89' Trayon Bobb | Dr. Ir. Franklin Essed Stadion, Paramaribo Toeschouwers: 0 Scheidsrechter: Shaquille Jokil (SUR) |

|                                                                 |                  |       |          |                                                                                     |
| 27 maart Vriendschappelijk «onderlinge duels» 19:00 uur (UTC+7) | Thailand         | 1 – 0 | Suriname | BG-stadion, Thanyaburi Toeschouwers: 4.418 Scheidsrechter: Warintorn Sassadee (THA) |
| 27 maart Vriendschappelijk «onderlinge duels» 19:00 uur (UTC+7) | Bordin Phala 27' |       |          | BG-stadion, Thanyaburi Toeschouwers: 4.418 Scheidsrechter: Warintorn Sassadee (THA) |

|                                            |                                                              |       |                            |                                                     |
| 22 mei Vriendschappelijk 18:00 uur (UTC−3) | Frans-Guyana                                                 | 3 – 1 | Suriname                   | Stade Georges-Chaumet, Cayenne Scheidsrechter: onb. |
| 22 mei Vriendschappelijk 18:00 uur (UTC−3) | Joël Sarrucco 7' Joël Sarrucco 11' Ronaldo Kemble 87' (e.d.) |       | 40' (pen.) Claidel Kohinor | Stade Georges-Chaumet, Cayenne Scheidsrechter: onb. |

|                                                                             |                       |       |                      |                                                                                                   |
| 4 juni CONCACAF Nations League Groep A «onderlinge duels» 20:00 uur (UTC−3) | Suriname              | 1 – 1 | Jamaica              | Dr. Ir. Franklin Essed Stadion, Paramaribo Toeschouwers: 3.032 Scheidsrechter: Selvin Brown (HON) |
| 4 juni CONCACAF Nations League Groep A «onderlinge duels» 20:00 uur (UTC−3) | Amal Knight 84' (o.g) |       | 39' Junior Flemmings | Dr. Ir. Franklin Essed Stadion, Paramaribo Toeschouwers: 3.032 Scheidsrechter: Selvin Brown (HON) |

|                                                                             |                                                        |       |                     |                                                                                  |
| 7 juni CONCACAF Nations League Groep A «onderlinge duels» 20:00 uur (UTC−5) | Jamaica                                                | 3 – 1 | Suriname            | Independence Park, Kingston Toeschouwers: 0 Scheidsrechter: Keylor Herrera (CRC) |
| 7 juni CONCACAF Nations League Groep A «onderlinge duels» 20:00 uur (UTC−5) | Ravel Morrison 16' Junior Flemmings 43' Jamal Lowe 70' |       | 21' Yanic Wildschut | Independence Park, Kingston Toeschouwers: 0 Scheidsrechter: Keylor Herrera (CRC) |

|                                                                              |                                                             |       |          |                                                                           |
| 11 juni CONCACAF Nations League Groep A «onderlinge duels» 21:00 uur (UTC−5) | Mexico                                                      | 3 – 0 | Suriname | Estadio Corona, Torreón Toeschouwers: 0 Scheidsrechter: Iván Barton (SLV) |
| 11 juni CONCACAF Nations League Groep A «onderlinge duels» 21:00 uur (UTC−5) | Israel Reyes 4' Henry Martín 40' (pen.) Érick Sánchez 90+4' |       |          | Estadio Corona, Torreón Toeschouwers: 0 Scheidsrechter: Iván Barton (SLV) |

|                                                                     |                                            |       |                   |                                                                                   |
| 22 september Vriendschappelijk «onderlinge duels» 20:00 uur (UTC+2) | Suriname                                   | 2 – 1 | Nicaragua         | Yanmar Stadion, Almere Toeschouwers: 3.500 Scheidsrechter: Serdar Gözübüyük (NED) |
| 22 september Vriendschappelijk «onderlinge duels» 20:00 uur (UTC+2) | Mitchell te Vrede 25' Jeredy Hilterman 90' |       | 88' Josué Quijano | Yanmar Stadion, Almere Toeschouwers: 3.500 Scheidsrechter: Serdar Gözübüyük (NED) |

|                                                 |                     |       |                                                         |                                                                                  |
| 19 november Vriendschappelijk 19:00 uur (UTC−3) | Suriname            | 1 – 3 | Frans-Guyana                                            | Dr. Ir. Franklin Essed Stadion, Paramaribo Scheidsrechter: Shaquille Jokil (SUR) |
| 19 november Vriendschappelijk 19:00 uur (UTC−3) | Gilberto Cronie 19' |       | 43' Joël Sarrucco 48' Joël Sarrucco 81' Stryker Youssou | Dr. Ir. Franklin Essed Stadion, Paramaribo Scheidsrechter: Shaquille Jokil (SUR) |

|                                                  |                                                                                |       |                     |                                                                                    |
| 24 november ABCS-toernooi 2022 19:00 uur (UTC−4) | Suriname                                                                       | 4 – 1 | Bonaire             | Stadion Rignaal Jean Francisca, Willemstad Scheidsrechter: Norberto da Silva (CUW) |
| 24 november ABCS-toernooi 2022 19:00 uur (UTC−4) | Dimitrie Apai 1' Rievaldo Doorson 25' Anduelo Amoeferie 32' Dimitrio Andro 80' |       | 74' Yurick Seinpaal | Stadion Rignaal Jean Francisca, Willemstad Scheidsrechter: Norberto da Silva (CUW) |

|                                                                     |                                       |       |                                                  |                                                                 |
| 26 november ABCS-toernooi 2022 «onderlinge duels» 21:00 uur (UTC−4) | Suriname                              | 2 – 2 | Curaçao                                          | Stadion Rignaal Jean Francisca, Willemstad Scheidsrechter: onb. |
| 26 november ABCS-toernooi 2022 «onderlinge duels» 21:00 uur (UTC−4) | Jerrel Wijks 17' Jamilhio Rigters 71' |       | 66' Davidson Rosa 90+5' (pen.) Jurensley Martina | Stadion Rignaal Jean Francisca, Willemstad Scheidsrechter: onb. |
| 26 november ABCS-toernooi 2022 «onderlinge duels» 21:00 uur (UTC−4) | Strafschoppen                         |       |                                                  | Stadion Rignaal Jean Francisca, Willemstad Scheidsrechter: onb. |
| 26 november ABCS-toernooi 2022 «onderlinge duels» 21:00 uur (UTC−4) | 5 – 6                                 |       |                                                  | Stadion Rignaal Jean Francisca, Willemstad Scheidsrechter: onb. |

### 2023
|                                                                               |          |                                              |        |                                                                                |
| 23 maart CONCACAF Nations League Groep A «onderlinge duels» 21:00 uur (UTC−3) | Suriname | 0 – 2                                        | Mexico | Dr. Ir. Franklin Essed Stadion, Paramaribo Scheidsrechter: Said Martínez (HON) |
| 23 maart CONCACAF Nations League Groep A «onderlinge duels» 21:00 uur (UTC−3) |          | 64' Johan Vásquez 82' (e.d.) Damil Dankerlui |        | Dr. Ir. Franklin Essed Stadion, Paramaribo Scheidsrechter: Said Martínez (HON) |

|                                                                    |                                                                                |       |                                                                            | |
| 17 juni Gold Cup-kwalificatie «onderlinge duels» 20:20 uur (UTC−4) | Suriname                                                                       | 0 – 0 | Puerto Rico                                                                | DRV PNK Stadium, Fort Lauderdale Scheidsrechter: Joe Dickerson (USA) Video-assistent: Chris Penso (USA) |
| 17 juni Gold Cup-kwalificatie «onderlinge duels» 20:20 uur (UTC−4) |                                                                                |       |                                                                            | DRV PNK Stadium, Fort Lauderdale Scheidsrechter: Joe Dickerson (USA) Video-assistent: Chris Penso (USA) |
| 17 juni Gold Cup-kwalificatie «onderlinge duels» 20:20 uur (UTC−4) | Strafschoppen                                                                  |       |                                                                            | DRV PNK Stadium, Fort Lauderdale Scheidsrechter: Joe Dickerson (USA) Video-assistent: Chris Penso (USA) |
| 17 juni Gold Cup-kwalificatie «onderlinge duels» 20:20 uur (UTC−4) | Tjaronn Chery Florian Jozefzoon Shaquille Pinas Mitchell te Vrede Myenty Abena | 3 – 4 | Ricardo Rivera Jaden Servania Leandro Antonetti Roberto Ydrach Gerald Díaz | DRV PNK Stadium, Fort Lauderdale Scheidsrechter: Joe Dickerson (USA) Video-assistent: Chris Penso (USA) |

|                                                                                  |                   |       |                       | |
| 8 september CONCACAF Nations League Groep B «onderlinge duels» 19:00 uur (UTC−4) | Grenada           | 1 – 1 | Suriname              | Kirani James Atletiekstadion, Saint George's Toeschouwers: 2.994 Scheidsrechter: Kwinsi Williams (TTO) |
| 8 september CONCACAF Nations League Groep B «onderlinge duels» 19:00 uur (UTC−4) | Saydrel Lewis 85' |       | 87' Mitchell te Vrede | Kirani James Atletiekstadion, Saint George's Toeschouwers: 2.994 Scheidsrechter: Kwinsi Williams (TTO) |

|                                                                                   |                        |       |          | |
| 12 september CONCACAF Nations League Groep B «onderlinge duels» 16:00 uur (UTC−4) | Cuba                   | 1 – 0 | Suriname | Estadio Antonio Maceo, Santiago de Cuba Toeschouwers: 3.500 Scheidsrechter: Fernando Guerrero (MEX) |
| 12 september CONCACAF Nations League Groep B «onderlinge duels» 16:00 uur (UTC−4) | Willian Pozo-Venta 21' |       |          | Estadio Antonio Maceo, Santiago de Cuba Toeschouwers: 3.500 Scheidsrechter: Fernando Guerrero (MEX) |

|                                                                                 |                     |       |                    | |
| 12 oktober CONCACAF Nations League Groep B «onderlinge duels» 19:00 uur (UTC−3) | Suriname            | 1 – 1 | Haïti              | Dr. Ir. Franklin Essed Stadion, Paramaribo Toeschouwers: 2.553 Scheidsrechter: Víctor Cáceres (MEX) |
| 12 oktober CONCACAF Nations League Groep B «onderlinge duels» 19:00 uur (UTC−3) | Ridgeciano Haps 17' |       | 51' Mikaël Cantave | Dr. Ir. Franklin Essed Stadion, Paramaribo Toeschouwers: 2.553 Scheidsrechter: Víctor Cáceres (MEX) |

|                                                                                 |                                                                                            |       |         | |
| 15 oktober CONCACAF Nations League Groep B «onderlinge duels» 21:00 uur (UTC−3) | Suriname                                                                                   | 4 – 0 | Grenada | Dr. Ir. Franklin Essed Stadion, Paramaribo Toeschouwers: 1.285 Scheidsrechter: Christopher Mason (JAM) |
| 15 oktober CONCACAF Nations League Groep B «onderlinge duels» 21:00 uur (UTC−3) | Djevencio van der Kust 12' Gleofilo Vlijter 27' Myenty Abena 35' Jacob Bedeau 45+3' (e.d.) |       |         | Dr. Ir. Franklin Essed Stadion, Paramaribo Toeschouwers: 1.285 Scheidsrechter: Christopher Mason (JAM) |

### 2024
|                                              |                    |       |                     |                                                                                |
| 24 maart Vriendschappelijk 18:30 uur (UTC+1) | Suriname           | 1 – 1 | Martinique          | Yanmar Stadion, Almere Toeschouwers: 4.000 Scheidsrechter: Dennis Higler (NED) |
| 24 maart Vriendschappelijk 18:30 uur (UTC+1) | Justin Lonwijk 36' |       | 12' Brighton Labeau | Yanmar Stadion, Almere Toeschouwers: 4.000 Scheidsrechter: Dennis Higler (NED) |

|                                                                          |                                                                                        |       |                       | |
| 5 juni WK-kwalificatie Tweede ronde «onderlinge duels» 18:00 uur (UTC−3) | Suriname                                                                               | 4 – 1 | St. Vinc. en de Gren. | Dr. Ir. Franklin Essed Stadion, Paramaribo Toeschouwers: 3.220 Scheidsrechter: Joe Dickerson (USA) |
| 5 juni WK-kwalificatie Tweede ronde «onderlinge duels» 18:00 uur (UTC−3) | Sheraldo Becker 39' (pen.) Jeredy Hilterman 45+2' Justin Lonwijk 46' Jaden Montnor 70' |       | 31' Oalex Anderson    | Dr. Ir. Franklin Essed Stadion, Paramaribo Toeschouwers: 3.220 Scheidsrechter: Joe Dickerson (USA) |

|                                                                          |          |                                                                                    |          | |
| 8 juni WK-kwalificatie Tweede ronde «onderlinge duels» 15:30 uur (UTC−4) | Anguilla | 0 – 4                                                                              | Suriname | Raymond E. Guishard Technical Centre, The Valley Toeschouwers: 600 Scheidsrechter: Hakeem Harvey (SKN) |
| 8 juni WK-kwalificatie Tweede ronde «onderlinge duels» 15:30 uur (UTC−4) |          | 10' Tyrone Conraad 62' Shaquille Pinas 75' Tyrone Conraad 88' (e.d.) Steven Austin |          | Raymond E. Guishard Technical Centre, The Valley Toeschouwers: 600 Scheidsrechter: Hakeem Harvey (SKN) |

|                                                                                  |                          |       |                                                                  | |
| 5 september CONCACAF Nations League Groep A «onderlinge duels» 16:00 uur (UTC−4) | Guyana                   | 1 – 3 | Suriname                                                         | Synthetic Track and Field Facility, Leonora Toeschouwers: 500 Scheidsrechter: Christopher Mason (JAM) |
| 5 september CONCACAF Nations League Groep A «onderlinge duels» 16:00 uur (UTC−4) | Omari Glasgow 43' (pen.) |       | 18' Djevencio van der Kust 66' Jaden Montnor 83' Virgil Misidjan | Synthetic Track and Field Facility, Leonora Toeschouwers: 500 Scheidsrechter: Christopher Mason (JAM) |

|                                                               |                     |       |          |                                                                                  |
| 9 september CONCACAF Nations League Groep A 16:00 uur (UTC−4) | Guadeloupe          | 1 – 0 | Suriname | Stade Roger Zami, Le Gosier Toeschouwers: 1.850 Scheidsrechter: Reon Radix (GRN) |
| 9 september CONCACAF Nations League Groep A 16:00 uur (UTC−4) | Jordan Leborgne 67' |       |          | Stade Roger Zami, Le Gosier Toeschouwers: 1.850 Scheidsrechter: Reon Radix (GRN) |

|                                                                                 |                      |       |                     | |
| 11 oktober CONCACAF Nations League Groep A «onderlinge duels» 19:00 uur (UTC−3) | Suriname             | 1 – 1 | Costa Rica          | Dr. Ir. Franklin Essed Stadion, Paramaribo Toeschouwers: 3.274 Scheidsrechter: Adonai Escobedo (MEX) |
| 11 oktober CONCACAF Nations League Groep A «onderlinge duels» 19:00 uur (UTC−3) | Gleofilo Vlijter 34' |       | 12' Josimar Alcócer | Dr. Ir. Franklin Essed Stadion, Paramaribo Toeschouwers: 3.274 Scheidsrechter: Adonai Escobedo (MEX) |

|                                                                                 | |       |                 | |
| 15 oktober CONCACAF Nations League Groep A «onderlinge duels» 21:00 uur (UTC−3) | Suriname                                                                                           | 5 – 1 | Guyana          | Dr. Ir. Franklin Essed Stadion, Paramaribo Toeschouwers: 3.274 Scheidsrechter: Steffon Dewar (JAM) |
| 15 oktober CONCACAF Nations League Groep A «onderlinge duels» 21:00 uur (UTC−3) | Sheraldo Becker 3' Sheraldo Becker 10' Virgil Misidjan 33' Denzel Jubitana 51' Ridgeciano Haps 69' |       | 13' Jalen Jones | Dr. Ir. Franklin Essed Stadion, Paramaribo Toeschouwers: 3.274 Scheidsrechter: Steffon Dewar (JAM) |

|                                                                                      |          |                    |        | |
| 15 november CONCACAF Nations League Kwartfinale «onderlinge duels» 20:30 uur (UTC−3) | Suriname | 0 – 1              | Canada | Dr. Ir. Franklin Essed Stadion, Paramaribo Toeschouwers: 3.500 Scheidsrechter: Oshane Nation (JAM) |
| 15 november CONCACAF Nations League Kwartfinale «onderlinge duels» 20:30 uur (UTC−3) |          | 82' Junior Hoilett |        | Dr. Ir. Franklin Essed Stadion, Paramaribo Toeschouwers: 3.500 Scheidsrechter: Oshane Nation (JAM) |

|                                                                                      |                                                                |       |          |                                                                            |
| 19 november CONCACAF Nations League Kwartfinale «onderlinge duels» 19:30 uur (UTC−5) | Canada                                                         | 3 – 0 | Suriname | BMO Field, Toronto Toeschouwers: 13.239 Scheidsrechter: Katia García (MEX) |
| 19 november CONCACAF Nations League Kwartfinale «onderlinge duels» 19:30 uur (UTC−5) | Jonathan David 23' Jacob Shaffelburg 30' Jacob Shaffelburg 67' |       |          | BMO Field, Toronto Toeschouwers: 13.239 Scheidsrechter: Katia García (MEX) |

### 2025
|                                                                |                 |       |            |                                                                                 |
| 21 maart CONCACAF Gold Cup 2025 kwalificatie 19:00 uur (UTC−3) | Suriname        | 1 – 0 | Martinique | Dr. Ir. Franklin Essed Stadion, Paramaribo Scheidsrechter: Víctor Cáceres (MEX) |
| 21 maart CONCACAF Gold Cup 2025 kwalificatie 19:00 uur (UTC−3) | Gyrano Kerk 52' |       |            | Dr. Ir. Franklin Essed Stadion, Paramaribo Scheidsrechter: Víctor Cáceres (MEX) |

|                                                                |            |                 |          |                                                                       |
| 25 maart CONCACAF Gold Cup 2025 kwalificatie 19:00 uur (UTC−4) | Martinique | 0 – 1           | Suriname | Stade Pierre-Aliker, Fort-de-France Scheidsrechter: José Torres (PUR) |
| 25 maart CONCACAF Gold Cup 2025 kwalificatie 19:00 uur (UTC−4) |            | Immanuel Pherai |          | Stade Pierre-Aliker, Fort-de-France Scheidsrechter: José Torres (PUR) |

|                                                                       |          |   |             |                                                    |
| 6 juni WK-kwalificatie Tweede ronde «onderlinge duels» n.n.b. (UTC−3) | Suriname | – | Puerto Rico | n.n.b. Toeschouwers: n.n.b. Scheidsrechter: n.n.b. |
| 6 juni WK-kwalificatie Tweede ronde «onderlinge duels» n.n.b. (UTC−3) |          |   |             | n.n.b. Toeschouwers: n.n.b. Scheidsrechter: n.n.b. |

|                                                                        |             |   |          |                                                    |
| 10 juni WK-kwalificatie Tweede ronde «onderlinge duels» n.n.b. (UTC−6) | El Salvador | – | Suriname | n.n.b. Toeschouwers: n.n.b. Scheidsrechter: n.n.b. |
| 10 juni WK-kwalificatie Tweede ronde «onderlinge duels» n.n.b. (UTC−6) |             |   |          | n.n.b. Toeschouwers: n.n.b. Scheidsrechter: n.n.b. |

| CONCACAF Gold Cup 2025 |
| ---------------------- |

|                                                               |            |   |          |                                                                           |
| 15 juni Gold Cup Groep A «onderlinge duels» 20:00 uur (UTC−7) | Costa Rica | – | Suriname | Snapdragon Stadium, San Diego Toeschouwers: n.n.b. Scheidsrechter: n.n.b. |
| 15 juni Gold Cup Groep A «onderlinge duels» 20:00 uur (UTC−7) |            |   |          | Snapdragon Stadium, San Diego Toeschouwers: n.n.b. Scheidsrechter: n.n.b. |

|                                                               |          |   |        |                                                                     |
| 18 juni Gold Cup Groep A «onderlinge duels» 21:00 uur (UTC−5) | Suriname | – | Mexico | AT&T Stadium, Arlington Toeschouwers: n.n.b. Scheidsrechter: n.n.b. |
| 18 juni Gold Cup Groep A «onderlinge duels» 21:00 uur (UTC−5) |          |   |        | AT&T Stadium, Arlington Toeschouwers: n.n.b. Scheidsrechter: n.n.b. |

|                                                               |                        |   |          |                                                                     |
| 22 juni Gold Cup Groep A «onderlinge duels» 21:00 uur (UTC−5) | Dominicaanse Republiek | – | Suriname | AT&T Stadium, Arlington Toeschouwers: n.n.b. Scheidsrechter: n.n.b. |
| 22 juni Gold Cup Groep A «onderlinge duels» 21:00 uur (UTC−5) |                        |   |          | AT&T Stadium, Arlington Toeschouwers: n.n.b. Scheidsrechter: n.n.b. |

|  |  |  |  |  |  |  |  |  |

SVB · 
Surinaams vrouwenelftal · 
Olympisch elftal
1934 – 1939 ·
1940 – 1949 ·
1950 – 1959 ·
1960 – 1969 ·
1970 – 1979 ·
1980 – 1989 ·
1990 – 1999 ·
2000 – 2009 ·
2010 – 2019 ·
2020 – 2029
Anguilla ·
Antigua en Barbuda ·
Aruba ·
Barbados ·
Bermuda ·
Britse Maagdeneilanden ·
Canada ·
Costa Rica ·
Cuba ·
Curaçao ·
Denemarken ·
Dominica ·
Dominicaanse Republiek ·
El Salvador ·
Grenada ·
Guatemala ·
Guyana ·
Haïti ·
Honduras ·
India ·
Jamaica ·
Kaaimaneilanden ·
Mexico ·
Montserrat ·
Nederland ·
Nederlandse Antillen ·
Nicaragua ·
Puerto Rico ·
Saint Kitts en Nevis ·
Saint Lucia ·
Saint Vincent en de Grenadines ·
Thailand ·
Trinidad en Tobago
CONMEBOL: Argentinië · Bolivia · Brazilië · Chili · Colombia · Ecuador · Paraguay · Peru · Uruguay · Venezuela

UEFA: Albanië · Andorra · Armenië · Azerbeidzjan · België · Bosnië en Herzegovina · Bulgarije · Cyprus · Denemarken · Duitsland · Engeland · Estland · Faeröer · Finland · Frankrijk · Georgië · Gibraltar · Griekenland · Hongarije · IJsland · Ierland · Israël · Italië · Kazachstan · Kosovo · Kroatië · Letland · Liechtenstein · Litouwen · Luxemburg · Malta · Moldavië · Montenegro · Nederland · Noord-Ierland · Noord-Macedonië · Noorwegen · Oekraïne · Oostenrijk · Polen · Portugal · Roemenië · Rusland · San Marino · Schotland · Servië · Slovenië · Slowakije · Spanje · Tsjechië · Turkije · Wales · Wit-Rusland · Zweden · Zwitserland

AFC: Australië · China · Irak · Iran · Japan · Libanon · Oezbekistan · Oman · Qatar · Saoedi-Arabië · Syrië · Verenigde Arabische Emiraten · Vietnam · Zuid-Korea

CAF: Algerije · Burkina Faso · Congo-Kinshasa · Egypte · Ghana · Ivoorkust · Kaapverdië · Kameroen · Mali · Marokko · Nigeria · Senegal · Tunesië · Zuid-Afrika

CONCACAF: Canada · Costa Rica · Curaçao · El Salvador · Honduras · Jamaica · Mexico · Panama · Suriname · Verenigde Staten

OFC: Nieuw-Zeeland